# Sergio Álvarez Díaz
Sergio Álvarez Díaz (Avilés, Astúries, 23 de gener de 1992), és un futbolista professional asturià, que juga com a migcampista per la SD Eibar.

## Trajectòria esportiva
Álvarez és un producte del planter de l'Sporting de Gijón. Va debutar amb l'Sporting de Gijón B a 17 anys, durant la temporada 2009–10 de segona divisió B.
Va debutar amb el primer equip el 16 de maig de 2010, jugant com a titular en una derrota per 0–2 contra el Racing de Santander i esdevenint així el segon jugador més jove que mai hagués jugat a La Liga amb els asturians, amb 18 anys i 113 dies, només per darrere d'Emilio Blanco. De tota manera, va perdre el rècord en aquell mateix partit, quan Juan Muñiz el va substituir al minut 46.
L'estiu de 2013 Álvarez fou promocionat definitivament al primer equip, llavors a la segona divisió. El 9 de juliol de 2015, després d'assolir l'ascens a primera, va renovar amb els blanc-i-vermells fins al 2019.

### Eibar
El 26 de juliol de 2018, després d'estar-se 14 anys a l'Sporting, Álvarez va signar contracte per 4 anys amb la SD Eibar de primera divisió.

## Internacional
El gener de 2010, Álvarez fou convocat per la selecció espanyola Sub-18 per disputar la 'XXXVI International Atlantic Cup'.